# Vicaire (Empire romain)
Pour les articles homonymes, voir Vicaire (homonymie).
Sous l’Empire romain, le vicaire était, à partir des réformes de Dioclétien, le haut fonctionnaire à la tête d’un diocèse sous les ordres d'un préfet du prétoire.

## Historique
Si la fonction de vicaire existait avant les réformes de Dioclétien, le rôle de ceux-ci se limitait à être les substituts du préfet du prétoire. Ils pouvaient représenter le préfet à Rome ou dans des provinces reculées de la capitale de la préfecture.
En 298, la création par Dioclétien des diocèses confère aux vicaires un rôle prépondérant.

## Privilèges des vicaires
Selon la Notitia Dignitatum (document rédigé vers 400), le vicaire avait le degré de vir spectabilis; le bâton du vicaire, son officium, ressemblait beaucoup à celui d’un gouverneur. Par exemple, dans le diocèse d’Espagne, son bureau comprenait :
- les princeps (une sorte de « chef d’état-major », choisi parmi les agents seniores en rébus, appartenant à la classe sociale des ducenarii (qui avaient un salaire de 200 000 sesterces par an ; les plus hauts fonctionnaires du gouverneur vers le haut, n’occupaient pas de fonctions civiles).
- un cornicularius (« chef d’état-major »).
- deux chiffres (chefs comptables).
- un commentariensis (celui qui a consigné dans le journal officiel).
- un adiutor (assistant, celui qui a aidé comme secrétaire).
- un ab actis (archiviste) officiel.
- a cura epistolarum (« conservateur de correspondance »).
- un nombre non identifié de subadjuvae (« assistants adjoints »).
- diverses exceptions (employés de bas niveau).
- de nombreux employés singulares et reliquum officium (divers personnels serviles).